# Botanischer Garten Berlin

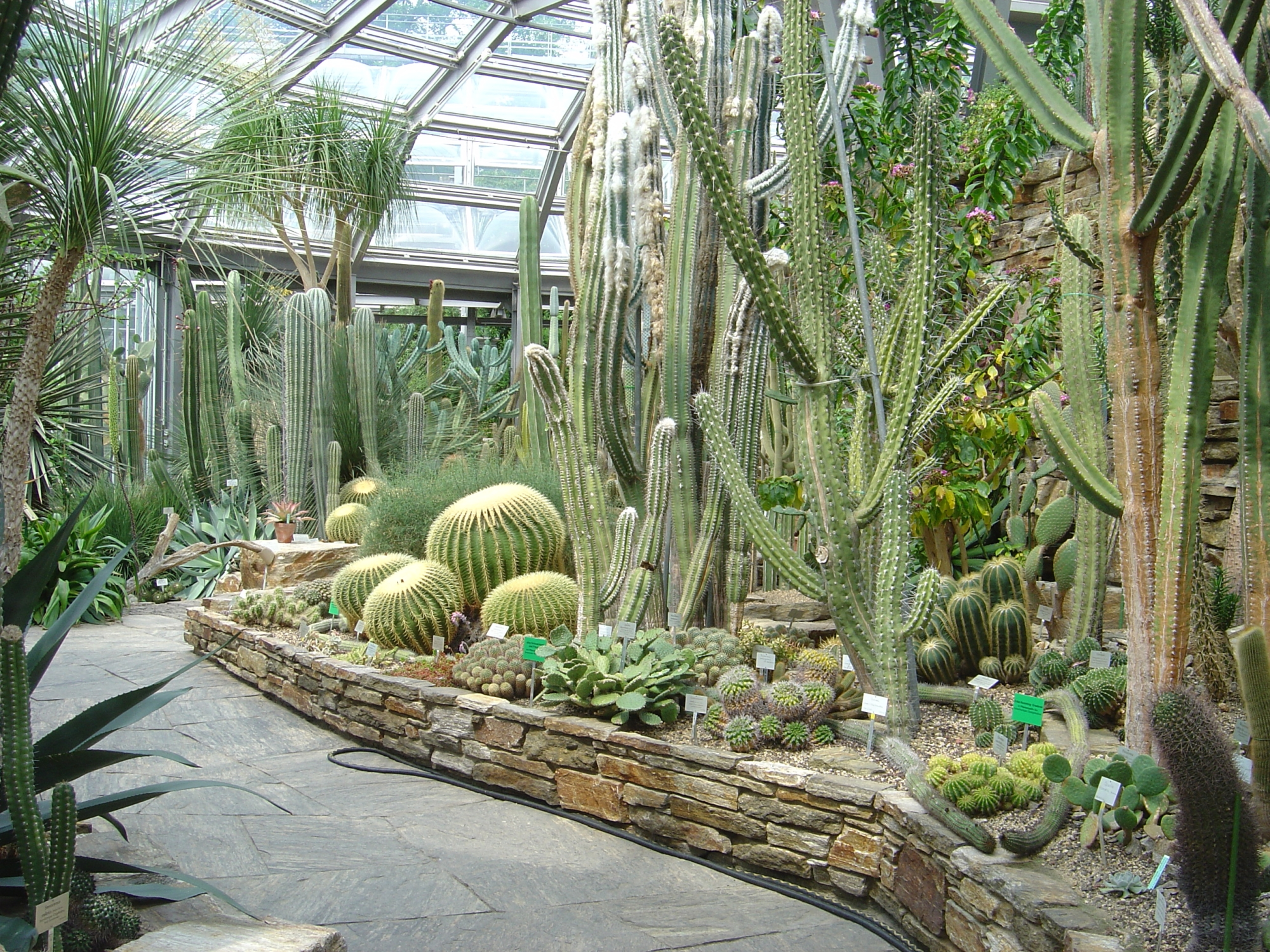
Succulentenkas

Botanischer Garten Berlin is de populaire naam van de botanische tuin van Berlijn. De botanische tuin behoort met een oppervlakte van 43 hectare en circa 22.000 plantensoorten tot de grootste en belangrijkste botanische tuinen van de wereld en is de grootste op het vasteland van Europa. Organisatorisch behoort de tuin tot de Freie Universität Berlin. De botanische tuin is verbonden aan het Botanische Museum waarvan een verzameling geprepareerde planten (Herbarium Berolinense) en een wetenschappelijke bibliotheek deel uitmaken. De volledige naam van het complex is Botanischer Garten und Botanisches Museum Berlin-Dahlem (BGBM).
De botanische tuin is de bron van vele wetenschappelijke publicaties, waaronder het botanische tijdschrift Willdenowia. De tuin is aangesloten bij Botanic Gardens Conservation International, een non-profitorganisatie die botanische tuinen samen wil brengen in een wereldwijd samenwerkend netwerk om te komen tot het behoud van de biodiversiteit van planten.

## Geschiedenis
De botanische tuin werd tussen 1879 en 1910 in Berlin-Lichterfelde en Berlin-Dahlem aangelegd onder leiding van Adolf Engler. De botanische tuin werd opgericht om de plantensoorten uit de Duitse kolonies te onderzoeken. Daartoe dienden de grote broeikassen die in de jaren vijftig van de twintigste eeuw met circa 1500 ton steenkool per jaar verwarmd werden. Een andere reden voor de aanleg was het plaatsgebrek op de oude vestigingsplaats, de landbouwkundige modeltuin in het Berlijnse Heinrich-von-Kleistpark dat al sinds 1679 bestond. Tevens werden al eeuwen daarvoor zeldzame planten in de Lustgarten bij het Berliner Stadtschloss gekweekt.
Met het 25 m hoge, 30 m brede en 60 m lange 'Großen Tropenhaus' (grote tropenkas) beschikt de botanische tuin over een van de grootste vrijstaande broeikassen van de wereld. Bij een hoge relatieve luchtvochtigheid en een temperatuur van rond de 30 °C groeien hier ruim 1300 plantensoorten, waaronder de reuzenbamboe (Dendrocalamus giganteus). In andere broeikassen groeien vleesetende planten, orchideeën, cactussen en de reuzenwaterlelie Victoria amazonica.
De planten worden op totaal 6000 m² in broeikassen en in de 13 hectare grote 'Pflanzengeographischen Abteilungen' (platengeografische afdelingen) gekweekt. Tevens zijn er een arboretum van 14 hectare en 'Systematischen Abteilungen' (systematische afdelingen).

## Bijzondere planten

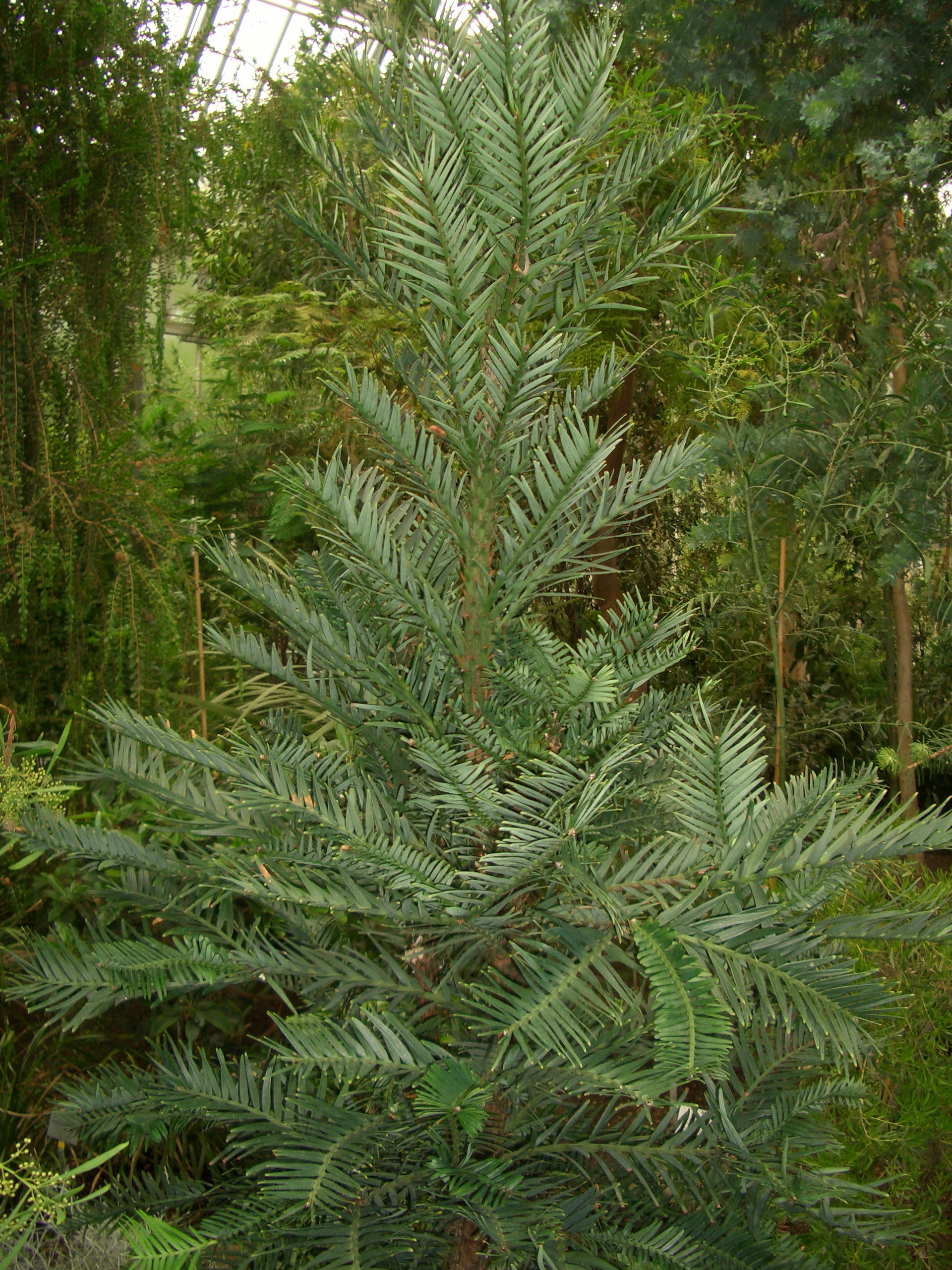
Wollemia nobilis

- Een meer dan twintig jaar oude Welwitschia
- Reuzenbamboe (Dendrocalamus giganteus) – bereikt een hoogte van 25 m, een stengelbreedte van circa 10 cm en kan 10–20 cm per dag groeien.
- Sinds mei 2006 groeit er een 2 m hoge Wollemia nobilis in de Australiëkas.

## Adopteer een plant
De botanische tuin biedt aan geïnteresseerde 'vrienden van de botanische tuin' de mogelijkheid een plant te adopteren wat jaarlijks €250,– tot €1500,- kost (afhankelijk van de waarde van de plant). Bekende mensen die een plant hebben geadopteerd zijn onder anderen:
- Wigald Boning, komiek (een plant uit de plantenfamilie Hymenophyllaceae, sinds 2000)
- Nina Ruge, nieuwslezeres (kalebasboom Crescentia cujete)
- Renate Künast, politicus (Adiantum pedatum)
- Suzanne von Borsody, toneelactrice (Echinocactus grusonii)
- Matthias Roeingh, oprichter van de Love Parade (Callicarpa bodinieri)

## Renovatie van de broeikassen

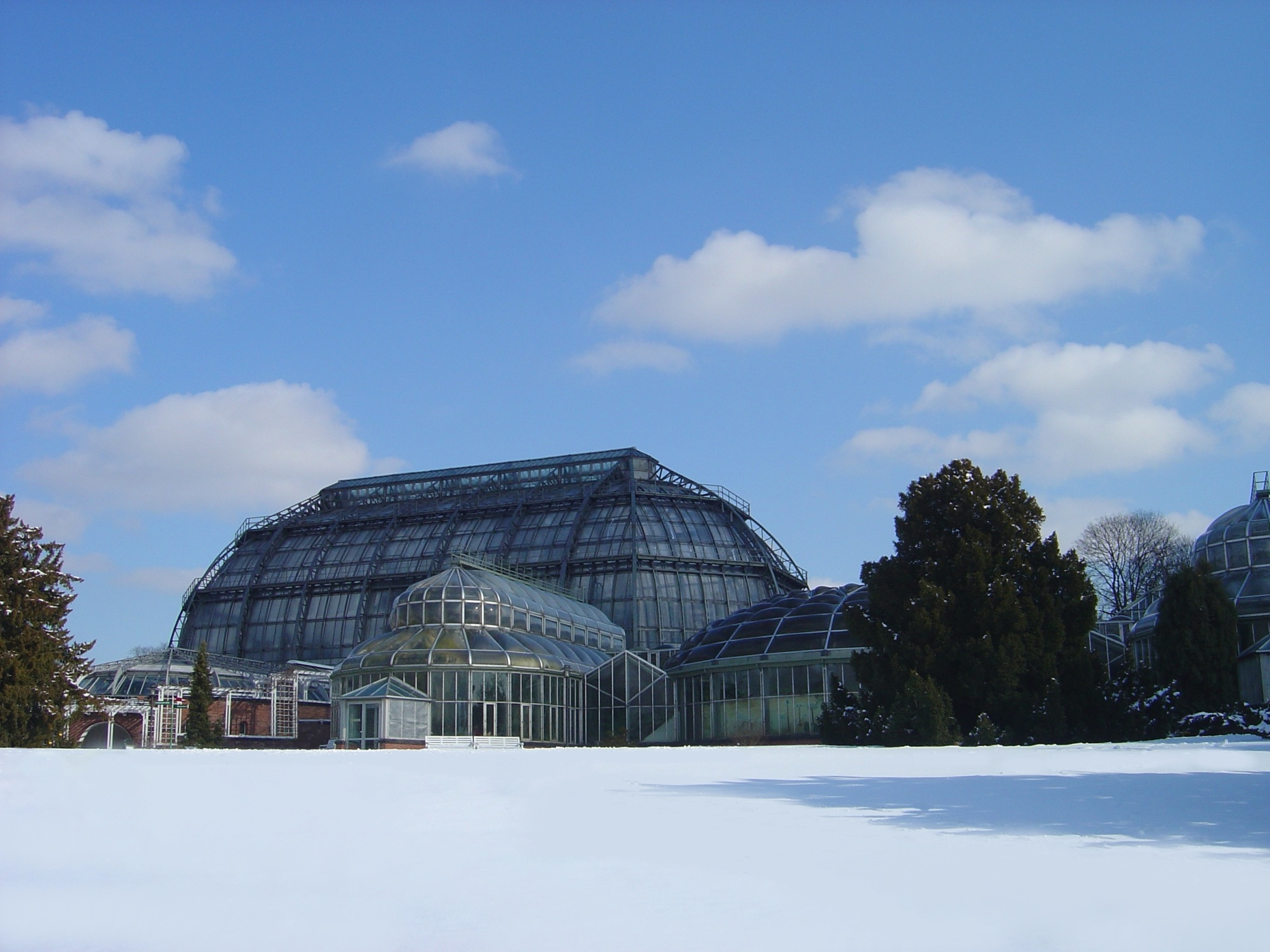
De grote broeikas

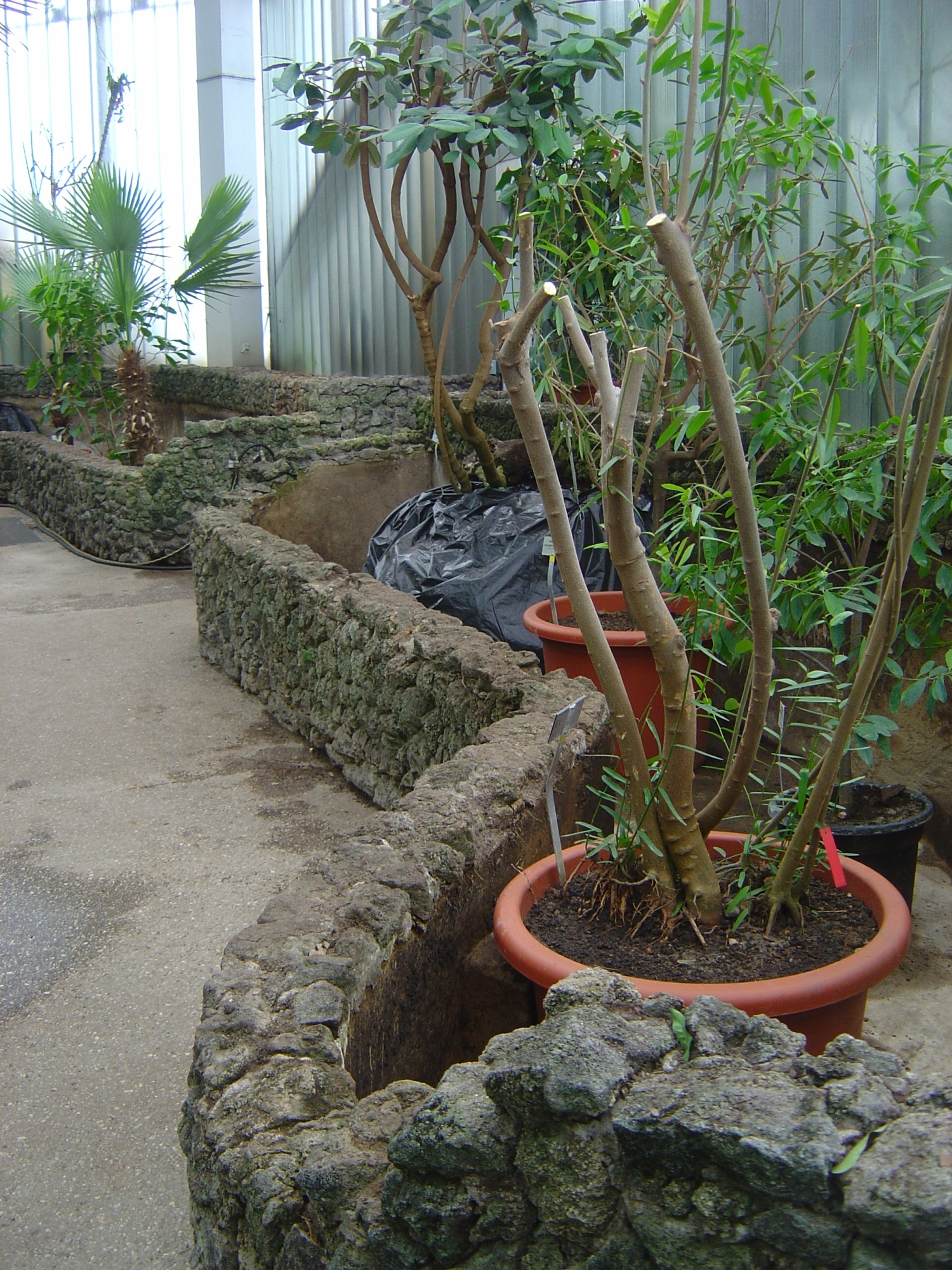
Het verplanten is begonnen

In augustus 2006 begon de renovatie van de grote broeikassen beginnen vanwege gesneuvelde ruiten en verroeste staalbalken. De hoofdcommissie van het Abgeordnetenhaus von Berlin (Huis van Afgevaardigden) stemde op 15 februari 2006 in met het voorstel van de wetenschappelijke commissie van de senaat en stelde 16 miljoen euro ter beschikking. Het geld voor de sanering kwam volgens mediaberichten voor 4,8 miljoen euro van de Europese Unie, voor bijna vijf miljoen euro van de Bund en voor 6,228 miljoen van Stiftung Berliner Klassenlotterie.
Met het geld werd de ingang verbouwd, de stalen balken werden met zandstralen gereinigd en vervolgens voorzien van een anticorrosief middel. De beglazing werd vervangen door hittebestendig glas. Daarnaast werden de aanleg van een computergestuurde verwarming, ventilatie en sprinklerinstallatie gepland om het energieverbruik te halveren.
Dat deze renovatie noodzakelijk was bleek toen in januari 2006 de verwarming uitviel terwijl de ventilatoren warme lucht in de kassen moesten circuleren om de bevriezing van vele zeldzame plantensoorten te voorkomen. Bovendien werden door een waterleidingbreuk in de Victoriakas vele plantensoorten in gevaar gebracht.
Het architectenbureau Haas uit Berlin-Zehlendorf was verantwoordelijk voor de planning van de renovatie. In de tussentijd werden alle kasplanten in andere broeikassen ondergebracht. Planten die te groot waren om te verhuizen werden in een luchtdichte tent ondergebracht.

## Initiatief 'Land der Ideen'
Bij het wereldkampioenschap voetbal 2006 werd de botanische tuin door FC Deutschland GmbH uitgekozen om aan het initiatief Deutschland – Land der Ideen deel te nemen. Daarvoor werden van 10 tot 12 juni 2006 in de botanische tuin 32 planten uit de landen van de deelnemende nationale elftallen met een rode stip gemarkeerd. Op de informatieborden bij de planten stonden bijzonderheden over de planten. Doel van het initiatief was om het "internationale belang van de botanische tuin aan te geven". (zie hier).